# Krivaja (Bačka Topola)
Pour les articles homonymes, voir Krivaja.
Krivaja (en serbe cyrillique : Криваја) est un village de Serbie situé dans la province autonome de Voïvodine. Il fait partie de la municipalité de Bačka Topola dans le district de Bačka septentrionale. Au recensement de 2011, il comptait 653 habitants.

## Démographie

### Évolution historique de la population
| 1948 | 1953 | 1961 | 1971 | 1981 | 1991 | 2002 | 2011 |
| ---- | ---- | ---- | ---- | ---- | ---- | ---- | ---- |
| 897  | 853  | 848  | 776  | 682  | 910  | 986  | 653  |

|  |